# Пенсон, Макс Захарович
Макс Захарович Пенсон (17 марта 1893, Велиж, Витебская губерния — 1959[…], Ташкент) — известный советский фотограф, фотохудожник, фотокорреспондент газеты «Правда Востока» и всесоюзного информационного агентства ТАСС.

## Биография
Родился в небогатой еврейской семье в городе Велиже (ныне — Смоленской области) 17 марта 1893 года в семье переплётчика, работника местной типографии. Окончил Велижское городское училище в 1911 году, затем полгода учился в художественной школе в Миргороде Полтавской губернии, а затем в художественно-промышленной школе общества имени Антокольского (в декоративно-малярном отделе) в Вильно.
В 1915 году Макс Пенсон с семьёй переехал в Коканд, где до 1917 года работал сначала счетоводом и одновременно учителем рисования в местной школе. Затем с 1917 по 1922 год работал в Кокандском отделе Народного образования в качестве заведующего учебно-производственными мастерскими.
С 1923 года по распоряжению Наркомпроса был отозван в город Ташкент. Затем после сокращения штатов в Наркомпросе работал до 1925 года счетоводом в табачной мастерской в Ташкенте. С 1925 года стал делать фоторепортажи и с 1926 года стал работать фотокорреспондентом в редакции газеты «Правда Востока». Его фоторепортажи были весьма популярны в Советском Союзе в 20-х и 30-х годах XX века. Сотрудничал с журналом «СССР на стройке».
В 2000-е-2020-е годы в сетевых ресурсах о Пенсоне распространялось ошибочное мнение, что «в 1949 году по указанию органов НКВД ему было запрещено продолжать работу в качестве фотокорреспондента. На этом его работа в качестве публичного фотохудожника была прекращена». Многочисленные публикации фотографий Пенсона московскими и узбекистанскими газетами и журналами в конце 1940-х-начале 1950-х годов доказывают, что это было не так.
Был уволен из газеты "Правда Востока" в 1948 году, впал в депрессию. Покончил с собой в 1959 году. Похоронен на Европейско-еврейском кладбище (Текстильном).

## Автобиография Макса Пенсона
Написано рукой Макса Пенсона в 1939 году.	
Макс Захарович Пенсон родился в городе Велиже Витебской губернии 17 марта 1893 года.
Отец по профессии переплетчик, работал в местечковой мелкой типографии. Лично очень рано начал трудовую жизнь. Мальчиком меня отдали на обучение в переплетную мастерскую. Грамоте обучался самоучкой. В 1907 году отец работал переплетчиком при Велижском городском училище, вследствие чего ему удалось меня определить в это училище, которое я окончил в 1911 году. Имея большое влечение к рисованию уехал от семьи в город Миргород Полтавской губернии и поступил в художественно-керамическую школу. Учился всего полгода и из-за нужды пришлось уехать в город Вильно, где поступил в художественно-промышленную школу общества имени Антокольского (в отдел декоративно-малярный), получал пособие от общества. Учился до 1915 года. Началась империалистическая война и вслед за этим эвакуация Вильны и я уехал в Среднюю Азию город Коканд. В Коканде работал счетоводом, одновременно преподавал рисование в школах до конца 1917 года. В конце 1917 года начал работать в Кокандском отделе Народного образования. Проработал там до 1922 года в качестве заведующего учебно-производственными мастерскими, в 1923 году по распоряжению Наркомпроса был отозван в город Ташкент. Вследствие реорганизации Наркомпроса и сокращения штатов я уволился и поступил на службу в качестве счетовода на табачную мастерскую, где работал до 1925 года. В 1925 году начал заниматься фото-репортажем. С 1926 года работал в редакции «Правда Востока» и работаю до сегодняшнего дня.

## Споры о «золотой медали» Парижской универсальной выставки 1937 года
Согласно популярной легенде о творчестве Макса Пенсона его наиболее известная фотография — так называемая «Узбекская Мадонна» (в единственной прижизненной публикации фотографа она фигурировала как «Мать») — получила высшую награду на Всемирной выставке в Париже в 1937 году, чье жюри якобы оценило эмансипаторский жест фотографа, запечатлевшего «освобождённую мусульманку» в момент кормления грудью ребёнка. Эта информация получила широкое хождение в десятках интернет-публикаций; ; ; и др. Отразилась она и в печатных изданиях. Так, Эрика Биллетер писала «В 1937 году он [Макс Пенсон] участвовал в представлении павильона СССР на Всемирной выставке в Париже и получил Гран-при за свою фотографию „Узбекская Мадонна“. Жюри было впечатлено авангардным месседжем этого фото, которое изображает жену дехканина, согласившуюся быть снятой без чадры в момент кормления ребёнка». Однако в 2020-х гг. искусствовед Борис Чухович высказал предположение, что эта легенда берет начало лишь во второй пол.1970-х-1980-х гг. в беллетризованных книгах и статьях узбекского советского кинорежиссёра и сценариста Файзуллы Ходжаева, а также в документальном фильме «Узбекская мадонна», снятом Ходжаевым в 1977 году. Свою точку зрения исследователь аргументировал следующим образом: 1) Официальные списки награжденных, хранящиеся в Национальном архиве Франции, не содержат упоминания о Пенсоне; 2) Несмотря на регулярную информацию о любых успехах советских фотографов за рубежом, журнал «Советское фото» 1930-х-1940-х годов обошел молчанием «золотую медаль» Макса Пенсона в Париже; 3) Перечисляя успехи искусства Узбекистана на международных выставках, узбекские газеты до 1977 года никогда не упоминали о «медали» Пенсона; 4) Ни в прижизненных статьях о Максе Пенсоне в союзной и республиканской прессе, ни в некрологе художника, опубликованном главной газетой республики «Правда Востока», ни, наконец, в статье о Пенсоне в Узбекской советской энциклопедии 1976 года нет ни слова об участии фотографа в зарубежных выставках и триумфе фотографии кормящей матери в Париже. Исследователь также привел примеры некритического использования Ходжаевым чужих источников и художественного додумывания им описываемых «документальных» сюжетов.

## Книги Макса Пенсона
- Макс Пенсон / Max Penson Carre Noir, Paris 1997 ISBN 2-909569-09-8
- Пенсон / Penson Альбом Составитель: И.Галеев, Издательство Скорпион. 2006 г. 304 стр. ISBN 5-86408-133-7

## Избранные персональные выставки
- 2007 — Лондон, Великобритания, Gilbert Collection
- 2005 — Ташкентский Дом фотографии, Ташкент, Узбекистан
- 2004 — Штаб-квартира ООН
- 2003 — Международный фотофестиваль, Рим, Италия
- 2003 — Московский Дом Фотографий, Москва, Россия
- 2001 — Музей фотографии «Bildens Hus», Сунсвалл, Швеция
- 2000 — Центр искусств, Москва, Россия
- Музей современного искусства, Ницца, Франция

## Публикации в книгах
- PROPAGANDA & DREAMS, Edition Stemmle 1999 ISBN 3-908161-80-0